# Фолклорен ансамбъл „Атанас Манчев“
Фолклорен ансамбъл „Атанас Манчев“ е фолклорен ансамбъл в град Бургас, България.
Основан е през 1945 година от хореографа Радко Тонев, който е негов ръководител в продължение на четири десетилетия. Ансамбълът носи името на комунистическия партизанин Атанас Манчев. а от 1982 година е ръководен от Атанас Чолаков. Включва няколко, обособени по възраст, танцови състава.